# Coelogyne alvinlokii
Coelogyne alvinlokii är en orkidéart som beskrevs av P.O'byrne och Jaap J. Vermeulen. Coelogyne alvinlokii ingår i släktet Coelogyne, och familjen orkidéer.
Artens utbredningsområde är Filippinerna. Inga underarter finns listade i Catalogue of Life.